# Kohima
Kohima (hindi कोहिमा) è una suddivisione dell'India, classificata come town committee, di 115.283 abitanti, capoluogo del distretto di Kohima, nello stato federato del Nagaland di cui è capitale. In base al numero di abitanti la città rientra nella classe II (da 50.000 a 99.999 persone).

## Geografia fisica
La città è situata a 25° 40' 0 N e 94° 7' 0 E e ha un'altitudine di 1.260 m s.l.m..

## Società

### Evoluzione demografica
Al censimento del 2001 la popolazione di Kohima assommava a 78.584 persone, delle quali 42.033 maschi e 36.551 femmine. I bambini di età inferiore o uguale ai sei anni assommavano a 10.511, dei quali 5.415 maschi e 5.096 femmine. Infine, coloro che erano in grado di saper almeno leggere e scrivere erano 58.927, dei quali 33.388 maschi e 25.539 femmine.

## Storia
Il nome di Kohima è legato alla battaglia decisiva che nell'aprile del 1944 fermò l'avanzata giapponese in India. I caduti inglesi della battaglia sono sepolti nel locale Cimitero di guerra, situato su un pendio a terrazze.